# Abbaye de Shaftesbury
L'abbaye de Shaftesbury est un ancien couvent bénédictin situé à Shaftesbury, dans le Dorset, en Angleterre.

## Histoire
Elle est créée en 888 par le roi Alfred le Grand, huit ans après la fondation du burh de Shaftesbury. Sa fille Æthelgifu en devient la première abbesse. L'abbaye reçoit les reliques d'Édouard le Martyr en grande pompe en 981, et de nombreux pèlerins s'y rendent dès lors, dans l'espoir d'être guéris par les reliques du roi-saint. Elle devient ainsi l'un des établissements religieux les plus riches du royaume d'Angleterre.
L'abbaye disparaît en mars 1539, lors de la dissolution des monastères ordonnée par le roi Henri VIII. Après la signature de l'acte de renonciation par la dernière abbesse, Elizabeth Zouche, les bâtiments sont détruits et les terres mises en vente. Les reliques d'Édouard sont cachées pour ne pas être profanées ; elles ne sont redécouvertes qu'au XXe siècle. Les ruines sont un monument classé de Grade I depuis 1952.